# Тунисская война
Тунисская война — предпринятая королем Испании Карлом V в 1535 году попытка закрепиться на северном побережье Африки.

## Подготовка
Африканская экспедиция Габсбургов была спровоцирована действиями знаменитого пирата Хайр-ад-Дина Барбароссы, который закрепился на территории современного Туниса, откуда при содействии французской короны во время регулярных вылазок жёг и грабил города на побережье Италии.
Религиозный император Карл V, памятуя о достижениях своих предков — католических королей — в борьбе с «неверными», объявил «крестовый поход» против турок. Он собрал 30 тысяч солдат, заручился поддержкой генуэзского флота и нанял у мальтийских рыцарей крупнейший корабль того времени, каракку «Санта-Ана».

## Габсбурги в Африке
Основным событием тунисской военной экспедиции была продолжительная и кровопролитная осада крепости Голетта, за взятием которой последовало почти поголовное истребление мусульманского населения. Местный хафсидский правитель был вынужден признать императора своим сюзереном, а в портовой Голетте расквартировался испанский гарнизон. Такое положение дел сохранялось до 1569 года, когда алжирский бей Улудж Али отвоевал у испанцев Тунис.
Уже через четыре года после победы при Лепанто дон Хуан Австрийский вновь вытеснил сарацинов из окрестностей Голетты. Он надеялся обратить эту часть Магриба в первое на севере Африки христианское королевство и, возложив на свою голову корону этой державы, начать реконкисту по образцу той, из которой в своё время родилась Португалия. Противодействие собственного единокровного брата — испанского короля Филиппа II — вынудило его оставить эти планы.
Конец африканской конкисте положила в 1574 году Османская империя. Султан направил к Тунису флот под командованием Улудж Али и Синан-пашу, командовавшего сухопутными войсками. Они отрешили от власти покорную Габсбургам Хафсидскую династию. Хуан Австрийский отплыл на помощь испанскому гарнизону из Сицилии, но опоздал из-за шторма. Под его командованием находился будущий писатель Сервантес, по сведениям которого пленённые в Голетте христиане закончили свою жизнь рабами на турецких галерах.

## Итог
Планы завоевания Африки обернулись для испанской короны дорогостоящей неудачей. Одна только первоначальная экспедиция Карла V стоила не менее миллиона дукатов. Дальнейшие усилия по удержанию Голетты заставляли христианнейших монархов влезать в долги к Фуггерам и другим банковским домам. Год спустя после оставления Голетты испанская корона объявила о своём банкротстве, вследствие которого пошла на уступки восставшим нидерландцам.